# Marlina si pembunuh dalam empat babak
Marlina si pembunuh dalam empat babak (Engels: Marlina the Murderer in Four Acts) is een Indonesisch-Frans-Maleisisch-Thaise film uit 2017, geschreven en geregisseerd door Mouly Surya.

## Verhaal
Marlina is net weduwe en leeft geïsoleerd op het platteland van het Indonesisch eiland Soemba. Een bende onder leiding van Markus valt bij haar binnen en wil haar verkrachten en haar vee stelen. Ze slaagt er in om een aantal bendeleden te vergiftigen en onthoofdt de leider van de bende. Ze vertrekt met het hoofd van Markus bij zich maar wordt achtervolgd door twee van de overgebleven bendeleden. Marlina ontmoet de zwangere Novi die door haar man Umbu verlaten wordt en samen trekken ze verder.

## Rolverdeling
| Acteur         | Personage |
| -------------- | --------- |
| Marsha Timothy | Marlina   |
| Yoga Pratama   | Franz     |
| Egy Fedly      | Markus    |
| Dea Panendra   | Novi      |

## Release en ontvangst
Marlina si pembunuh dalam empat babak ging op mei 2017 in première op het filmfestival van Cannes in de sectie Quinzaine des réalisateurs. De film kreeg positieve kritieken van de filmcritici met een score van 95% op Rotten Tomatoes, gebaseerd op 21 beoordelingen.